# Pseudoclasseya
Pseudoclasseya là một chi bướm đêm thuộc họ Crambidae.